# Bartolomeo Neroni
Bartolomeo Neroni (auch Il Riccio genannt, * um 1505 in Siena; † 1571 ebenda) war ein italienischer Architekt, Bildhauer, Buchmaler und Maler des Manierismus.

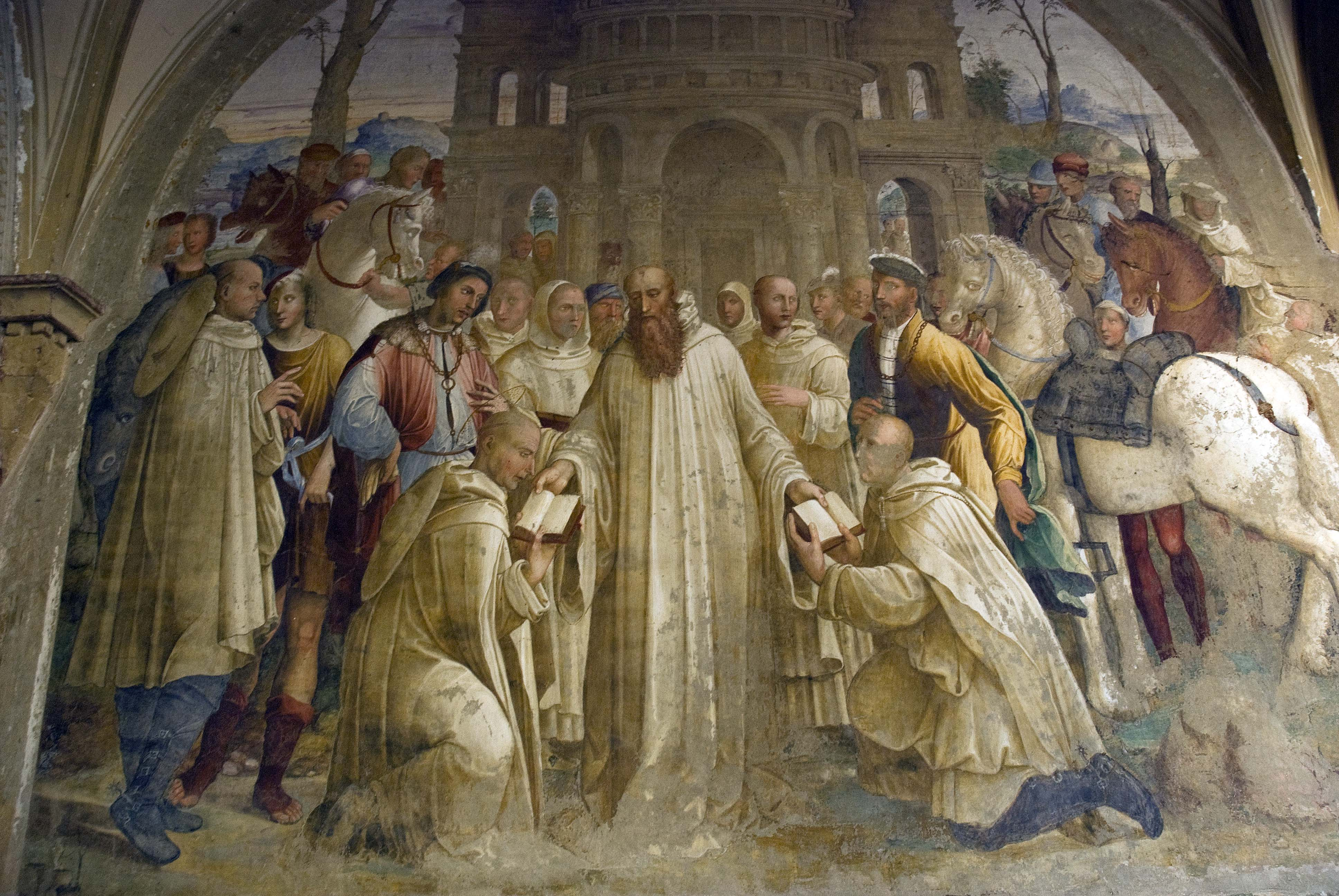
Come benedetto manda Mauro in Francia e Placido in Sicilia, Abtei Monte Oliveto Maggiore

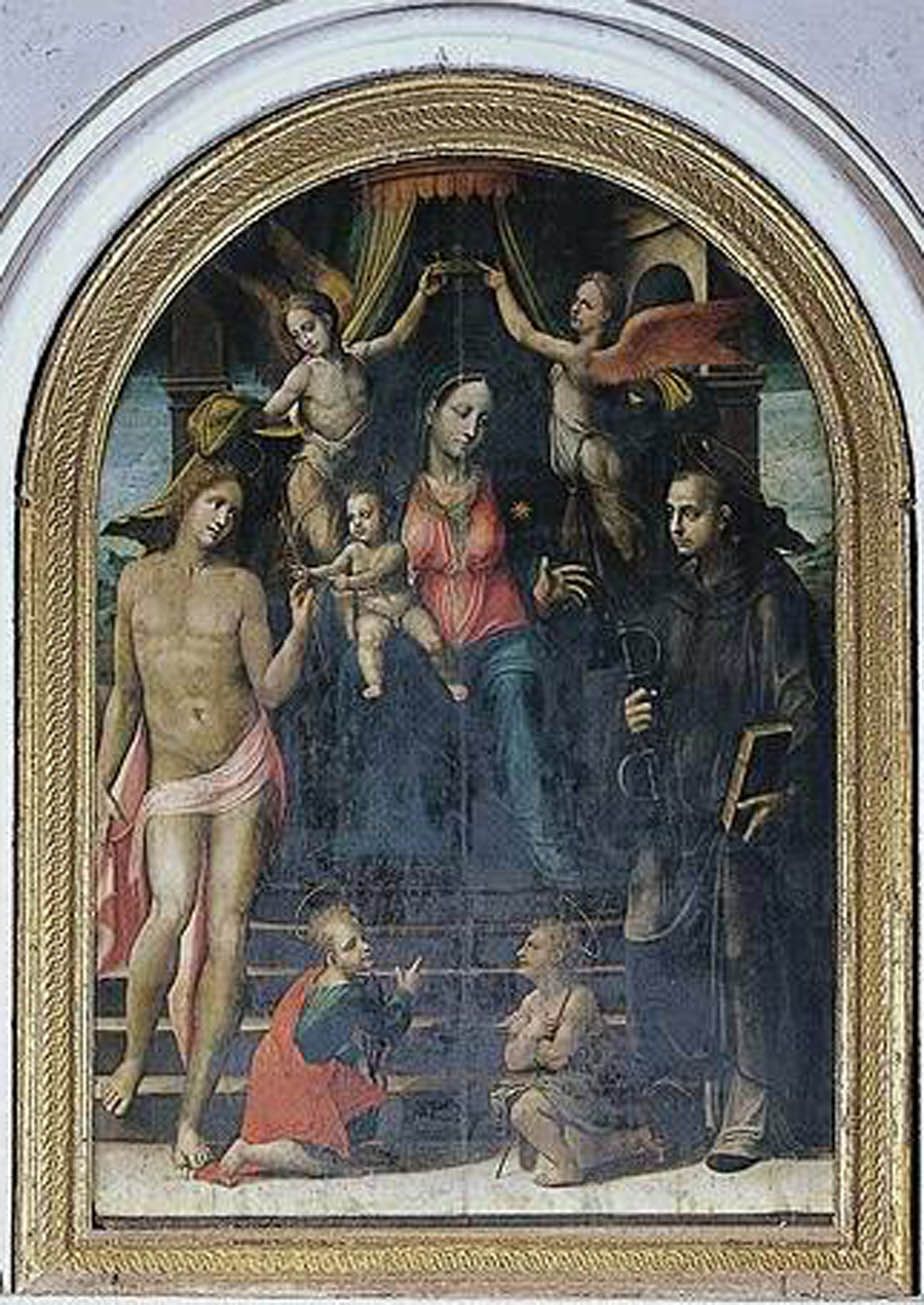
Madonna con bambino e santi, Oratorio della Misericordia in San Quirico d’Orcia

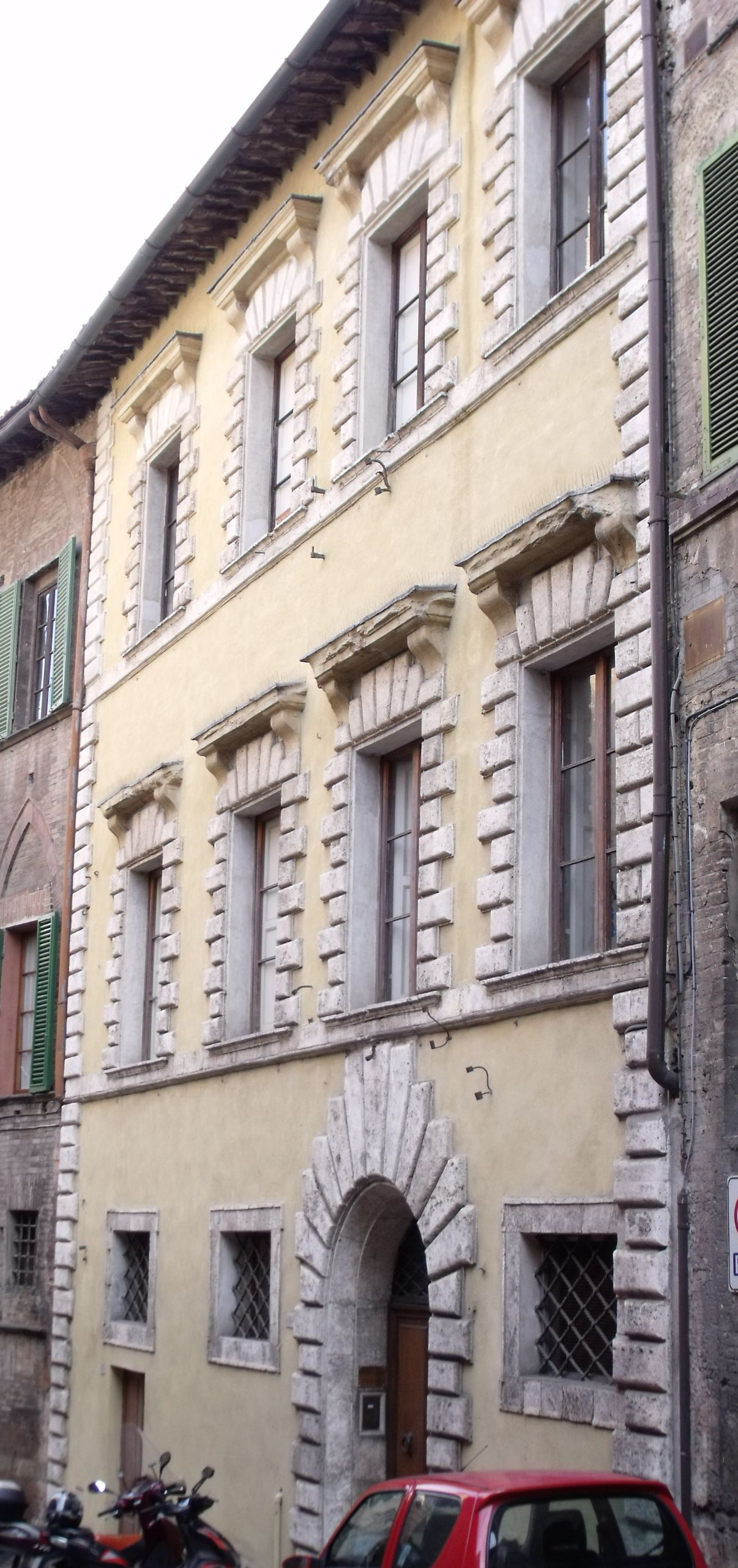
Der Palazzo Pannilini in Siena

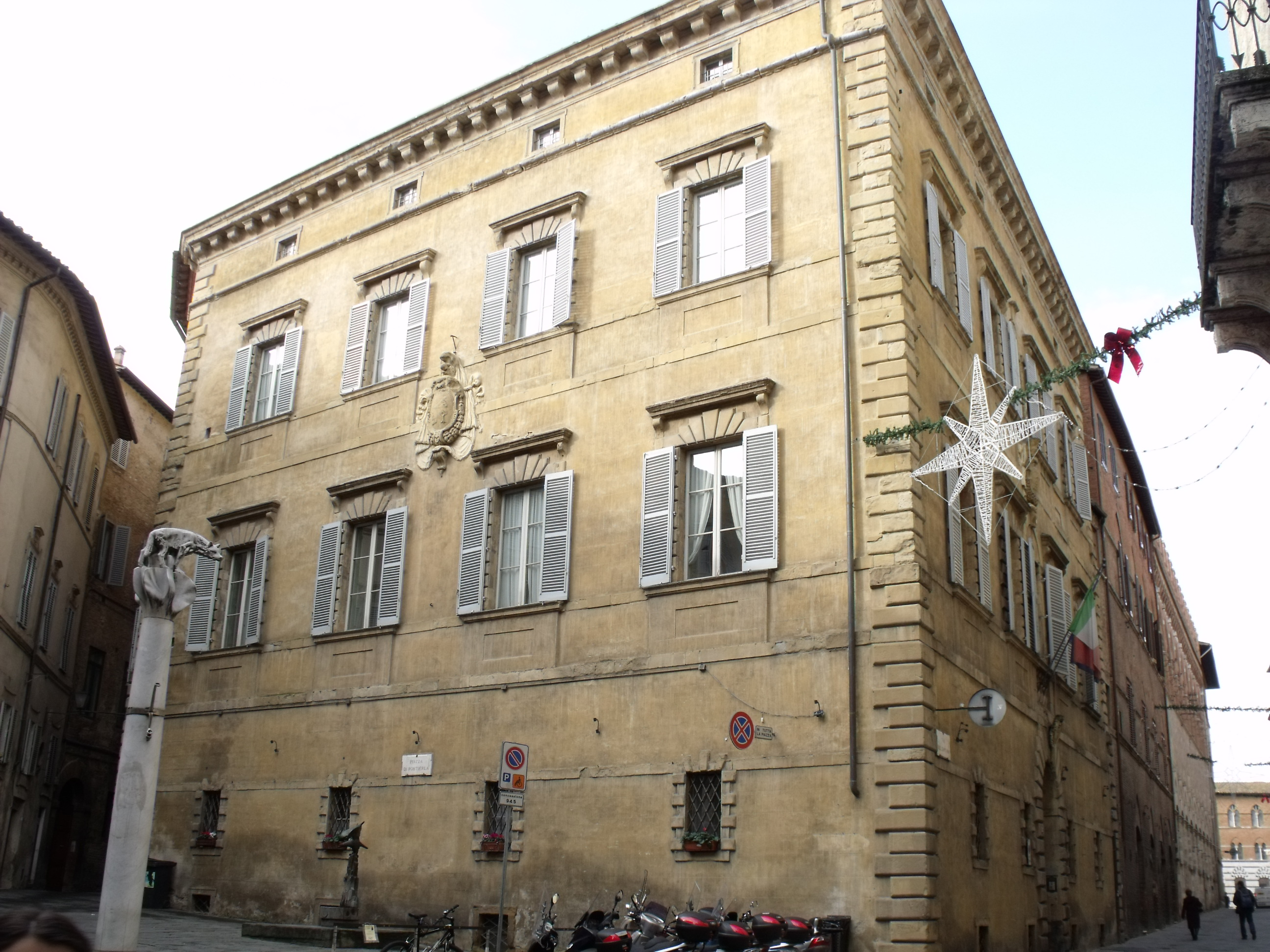
Der Palazzo Chigi-Piccolomini alla Postierla in Siena

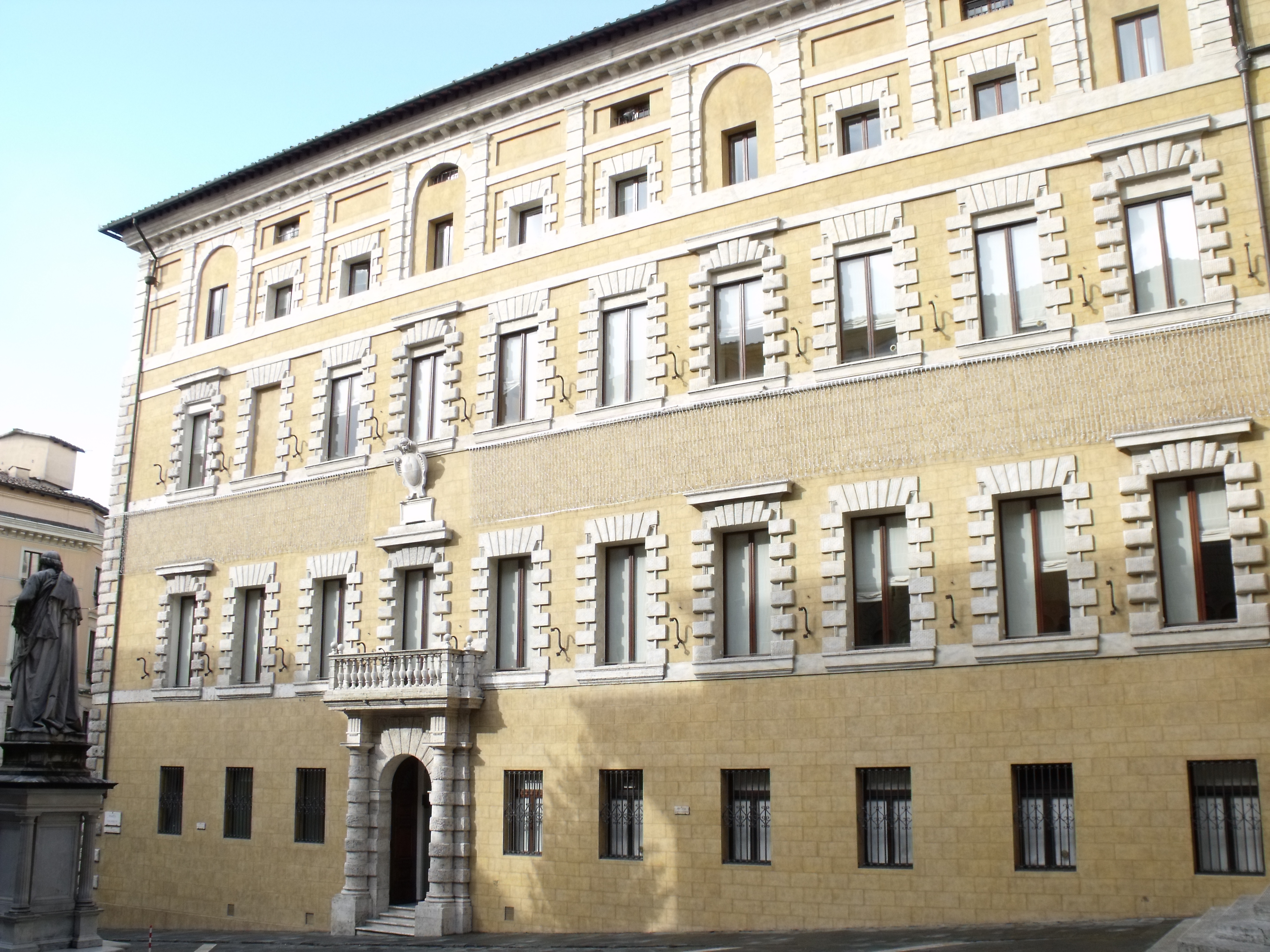
Der Palazzo Tantucci in Siena

## Leben
Die Malerei erlernte er zunächst bei Sodoma, dessen Tochter Faustina er 1543 ehelichte. Später folgte er stilistisch dem Manierismus des Domenico Beccafumi. Zu seinen Schülern gehörten Michelangelo Anselmi und Arcangelo Salimbeni, der einige der Werke nach dem Tod seines Meisters fertigstellte. 1532 erstellte er sechs von zwölf Chorbüchern (Corali) für das Kloster Abbazia benedettina in Finalpia (Ortsteil von Finale Ligure), von denen fünf seit 1857 in der Biblioteca Civica Berio in Genua zu finden sind. In der Contradenkirche San Giovannino in Pantaneto der Contrada Leocorno in Siena gestaltete er 1552 die Sänfte. Zudem war er für die Contrade Istrice in deren Kirche San Pietro alla Magione tätig. Nach der Niederlage der seneser Republik wurde er von den Medici beauftragt, die Stadtmauern von Monterotondo Marittimo zu verstärken. Danach scheint er für mehrere Jahre in Lucca aktiv gewesen zu sein. Um 1567 kehrte er zur Umgestaltung des Santuario di Santa Caterina nach Siena zurück, wo er 1571 verstarb.

## Tätigkeit als Architekt in Siena
Als Architekt war ihm hauptsächlich sein Lehrmeister Baldassare Peruzzi ein Vorbild. In Siena war er verantwortlich für den Palazzo Chigi-Piccolomini alla Postierla (Quattro Cantoni: Piazza Postierla / Via del Capitano), den Palazzo Francesconi (1520, heute Palazzo Coli Bizzarrini, Piazza Gramsci alla Lizza, noch als Assistent von Peruzzi), den Palazzo Zuccantini Zondadari (1545/1547, heutige Via Montanini (ehemalige Via Cavour) / Via Sasso di San Bernardino / Piazza della Lizza), den Palazzo Pannilini (1550, auch als Palazzo Zuccantini bekannt, Casato di Sopra) und für das Kloster Monastero delle Derelitte (1554, heute Palazzo Sergardi genannt, Pian’ dei Mantellini). Den Sala del Consiglio della Repubblica im Palazzo Pubblico gestaltete er 1560 neu, seitdem befindet sich dort das Theater Teatro dei Rinnovati, das bedeutendste Theater der Stadt, welches zwischenzeitlich durch ein Feuer stark beschädigt und später restauriert wurde. Das letzte Bauwerk, welches nach seinen Plänen verwirklicht wurde, war 1570 der Palazzo Tantucci an der Piazza Salimbeni in Siena.

## Tätigkeiten im Dom von Siena
Im Dom von Siena war er erstmals 1547 aktiv, als er die Domorgel entwarf und vier Jahre später fertigstellte. Von 1568 bis 1569 gestaltete Neroni das Lesepult des Chores, ein Jahr später realisierte er die Treppe zur Kanzel von Niccolò Pisano.

## Werke als Maler (Auswahl)
- Asciano, Abtei Monte Oliveto Maggiore:
  - Vita di San Benedetto (1540 entstanden)
  - Come benedetto manda mauro in francia e placido in sicilia
- Cinigiano, Ortsteil Monticello Amiata, Chiesa di San Michele Arcangelo: Madonna col Bambino in trono contornata da angeli ed adorata dai Santi Lorenzo ed Antonio abate
- Grosseto, Chiesa della Misericordia: San Frascesco, Madonna tra angeli e cherubini, Cristo in pietà e il beato Gherardo da Villamagna (befindet sich heute im Diözesan-Museum Museo d’Arte Sacra della Diocesi in Grosseto)
- Lucca, Chiesa di San Lorenzo alla Cappella: Madonna tra i Santi Vincenzo Ferreri, Stefano, Gregorio Magno e Luigi di Francia (zugeschrieben)
- Lucca, Chiesa dei Santi Paolino e Donato: Trinità (1566)
- Lucca, Museo nazionale di Villa Guinigi: Natività
- Lucca, Palazzo della Curia Arcivescovile: Madonna col Bambino, San Ginese e San Francesco di Paola
- Montepulciano, Cattedrale di Santa Maria Assunta (Dom): Redentore
- Monteroni d’Arbia, Ortsteil Lucignano d’Arbia, Pieve di San Giovanni Battista a Lucignano: Crocifissione e santi
- San Giovanni d’Asso, Chiesa della Madonna del Tribbio: Madonna col Bambino, San Giovanni Battista e Santa Caterina (befindet sich heute im Diözesan-Museum im Palazzo Vescovile in Pienza)
- San Quirico d’Orcia, Oratorio della Misericordia: Madonna con bambino e santi
- Siena, Basilica dell’Osservanza, Capella 6: Crocifissione con i Santi
- Siena, Chiesa di San Niccolò del Carmine:
  - Adorazioni dei Pastori (unvollendet, durch Arcangelo Salimbeni fertiggestellt)
  - La Natività, Leinwandgemälde
- Siena, Chiesa di San Pietro alla Magione, Contradenkirche der Contrada Istrice
- Siena, Chiesa di Sant’Agostino: Monumento sepolcrale della Famiglia Fondi (Fresko, zugeschrieben)
- Siena, Chiesa di Santa Maria degli Angeli: Madonna delle Nevi
- Siena, Chiesa di Santa Maria in Portico a Fontegiusta: Madonna della Misericordia
- Siena, Monastero di Sant’Eugenio im Ortsteil Costafabbri: Invenzione della croce
- Siena, Palazzo Chigi-Saracini:
  - Marie ai piedi della croce (Fresko, Capella Chigi-Saracini)
  - Cristo Risorto (Sala Pergolesi)
  - Pietà (Salotto Rosso)
- Siena, Palazzo Salimbeni, Sala Strozzi: Compianto di Cristo morto (Fresko, stark beschädigt)
- Siena, Pinacoteca Nazionale:
  -  Il Paradiso (Saal 22)
  - Incoronazione della Vergine (Saal 24)
  - Sant’Orsola e le Vergini (Saal 29)
- Siena, Santuario di Santa Caterina:
  - Padre Eterno fiancheggiato da due Profeti (Oratorio della Cucina, 1567 entstanden)
  - Gesù che offre a Santa Caterina la crocetta (Oratorio della Cucina, 1567 entstanden)
  - Santa Caterina dona la veste a Gesù pellegrino (Oratorio della Cucina, 1567 entstanden)
  - Santa Caterina e San Girolamo (Chiesa del Crocifisso)
- Sovicille, Pieve di San Giovanni Battista a Ponte allo Spino: Madonna col Bambino, angeli, santi e un vescovo